# Rafael de Zubiría Gómez
Rafael de Zubiría Gómez (Cartagena 11 de noviembre de 1925 - Bogotá 30 de noviembre de 2020 ) fue un médico y político colombiano. Fue ministro de salud y Alcalde Mayor de Bogotá.

## Biografía
Estudió medicina y se especializó en cirugía general con énfasis en gastroenterología en el Hospital San Juan de Dios. Ejerció como docente en la Universidad Nacional. Fue uno de los impulsores de la Fundación FIDES, la cual dirigió en dos periodos.
En el gobierno de Belisario Betancur fue Ministro de Salud (1985)en ese periodo sucedieron la Toma del Palacio de Justicia y la Tragedia de Armero.  En 1986 fue designado Alcalde Mayor de Bogotá. En 1992 fue candidato al Consejo de Chía (Cundinamarca).Fue director ejecutivo de Ascofame y Director del Instituto Colombiano de Bienestar Familiar.
Fue miembro de la Sociedad Colombiana de Gastroenterología, la Sociedad Colombiana de Cirugía, el Colegio Americano de Cirujanos y la Sociedad de Alumnos del Profesor Bockus, e ingresó a la Academia Colombiana de Medicina.
Se vinculó como directivo, de la empresa Servitel (que finalmente quebró) y luego a Colsanitas y a su facultad de medicina.
Años más tarde fue víctima de un accidente cerebrovascular que le impidió seguir trabajando.